# Австралійський келпі
Австралійський келпі (англ. Australian Kelpie)  — австралійська пастуша вівчарка, один з найактивніших, переповнених енергією собак. Ці собаки надзвичайно рухливі, мають прекрасну мускулисту і гнучку будову. Крім того, також у них розвинений сторожовий інстинкт, тому що, спочатку вони були призначенні для охорони великого стада овець. Ці собаки пристосовуються до будь-яких умов, і здатні тривалий час обходитись без води.

## Опис, характер
Енергійні, веселі собаки. Цим собакам потрібна велика територія. Середнього розміру, шерсть недовга. Забарвлення чорне, руде дуже часто поєднуються декілька кольорів. Вони віданні своєму хазяїну, миролюбні і доброзичливі. Також вони хороші пастухи, охоронці і друзі. Добре ставляться до дітей.

## Історія
Перші згадки про цих собак були в XIX столітті. Ці собаки були виведені шляхом схрещування дінго, британської вівчарки і короткошерстої шотландської коллі